# Poincaréserie (modulär form)
Inom talteori är en Poincaréserie en matematisk serie som generaliserar de klassiska thetaserierna som associeras till en godtycklig diskret grupp av symmetrier av en komplex domän, möjligen av flera komplexa variabler. Speciellt generaliserar de de klassiska Eisensteinserierna. Poincaréserier är uppkallade efter Henri Poincaré.
Om Γ är en ändlig grupp med verkan på en domän D och H(z) är en godtycklig meromorf funktion över D kan man definiera en automorf funktion enligt
{\displaystyle \sum _{\gamma \in \Gamma }H(\gamma (z)).}
Men om Γ är en diskret grupp måste andra faktorer introduceras  för att garantera konvergens av serien. Till detta ändamål definieras en Poincaréserie som en serie av formen 
{\displaystyle \theta _{k}(z)=\sum _{\gamma \in \Gamma ^{*}}(J_{\gamma }(z))^{k}H(\gamma (z))}
där Jγ är Jacobideterminanten av gruppelementet γ och asterisken betyder att summeringen enbart går över sidoklassrepresentativer som ger skilda termer i serien.
Den klassiska Poincaréserien av vikt 2k av en Fuchsisk grupp Γ definieras som serien
{\displaystyle \theta _{k}(z)=\sum _{\gamma \in \Gamma ^{*}}(cz+d)^{-2k}H\left({\frac {az+b}{cz+d}}\right)}
där summeringen går över alla kongruensklasser av fraktionella linjära transformationer
{\displaystyle \gamma ={\begin{pmatrix}a&b\\c&d\end{pmatrix}}}
som tillhör Γ. Genom att välja H som en karaktär av den cykliska gruppen av ordning n får man den så kallade Poincaréserien av ordning n:
{\displaystyle \theta _{k,n}(z)=\sum _{\gamma \in \Gamma ^{*}}(cz+d)^{-2k}\exp \left(2\pi in{\frac {az+b}{cz+d}}\right)}
Den senare Poincaréseriem konvergerar absolut och likformigt i kompakta mängder (i övre halvplanet) och är en modulär form av vikt 2k för Γ. Notera att då Γ är den fulla modulära gruppen och n = 0 får man Eisensteinserien av vikt 2k. I allmänhet är Poincaréserien för n ≥ 1 en spetsform.